# Ornithothoraces
Ornithothoraces – klad zaawansowanych ewolucyjnie ptaków. Jego nazwa oznacza „ptasie tułowia” i odnosi się do cech budowy anatomicznej ptaków należących do tego kladu, dających im lepszą zdolność lotu niż u ptaków prymitywnych.
Chiappe i Calvo (1994) oraz Chiappe (1996) zdefiniowali Ornithothoraces jako klad obejmujący ostatniego wspólnego przodka Iberomesornis romerali i Neornithes oraz wszystkich jego potomków. Sereno (1988) do zdefiniowania nazwy tego kladu również użył definicji typu node-based, jednak zamiast Iberomesornis romerali wykorzystał Sinornis santensis.